# Australian Championships 1938
Turniej tenisowy Australian Championships, dziś znany jako wielkoszlemowy Australian Open, rozegrano w 1938 roku w Adelaide w dniach 21 − 31 stycznia.

## Zwycięzcy

### Gra pojedyncza mężczyzn
- Don Budge (USA) - John Bromwich (AUS) 6:4, 6:2, 6:1

### Gra pojedyncza kobiet
- Dorothy Bundy Cheney (USA) - Dorothy Stevenson (AUS) 6:3, 6:2

### Gra podwójna mężczyzn
- John Bromwich (AUS)/Adrian Quist (AUS) - Gottfried von Cramm (DEU)/Henner Henkel (DEU) 7:5, 6:4, 6:0

### Gra podwójna kobiet
- Thelma Coyne Long (AUS)/Nancye Wynne Bolton (AUS) - Dorothy Bundy Cheney (USA)/Dorothy Workman (USA) 9:7, 6:4

### Gra mieszana
- Margaret Wilson (AUS)/John Bromwich (AUS) - Nancye Wynne Bolton (AUS)/Colin Long (AUS) 6:3, 6:2